# بازوفیلی
بازوفیلی (به انگلیسی: Basophilia) شامل حالتی در بدن است که تعداد بیش از حدی بازوفیل در بدن و خون موجود باشد. (بیش از ۱۰۱۰ عدد بازوفیل در هر لیتر از خون)

## عوامل ایجادگر بازوفیلی
بازوفیلی بر اثر مواجهه شغلی با عنصر سرب ایجاد میشود.
بازوفیلی اصلی‌ترین نشانه در بیماری‌های نئوپلاسم بیش‌تکثیری مغز استخوان می‌باشد، به ویژه در بیماری لوسمی مزمن میلوئیدی.